# 453 Tea
453 Tea è un asteroide della fascia principale del diametro medio di circa 20,93 km. Scoperto nel 1900, presenta un'orbita caratterizzata da un semiasse maggiore pari a 2,1834282 UA e da un'eccentricità di 0,1091396, inclinata di 5,55702° rispetto all'eclittica.
Stanti i suoi parametri orbitali, è considerato un membro della famiglia Flora di asteroidi.
L'origine del suo nome è sconosciuta.